# Тёмное волокно
Тёмное волокно (англ. dark fiber) — неиспользуемые для передачи данных волокна оптического кабеля, прокладываемые в качестве резерва на случай выхода из строя основных волокон. Происхождение термина основано на том, что в таком волокне не проходят оптические импульсы, используемые для передачи данных.

## Использование
Термин применяется, в частности, при описании незадействованного потенциала глобальной системы связи. Компании, занимающиеся установкой и укладкой оптического волокна, часто укладывают дополнительные волокна в расчёте на будущий рост трафика, так как затраты ресурсов на расширение существующих ВОЛС слишком велики. Тёмное волокно лежит в бездействии до тех пор, пока владелец сети не использует его для собственных нужд или не сдаст в аренду другой компании. Согласно эмпирическому правилу, в оптическом кабеле на каждые шесть пар задействованных волокон рекомендуется[кем?] укладка одной резервной пары.

## В Российской Федерации
По регламентам Ростелекома в магистральном кабеле допускается закладывать до 15% резервных волокон для GPON или до 10% для FTTB, но не менее двух.